# Чёрные булгары
Чёрные булга́ры — кочевой народ, часть булгарских племён, выделившаяся после распада во второй половине VII века Великой Болгарии. Потомки протоболгар старшего сына Кубрата Батбаяна. Обитали в районе Кубани, по другим оценкам, в междуречье Днепра и Дона.
Во второй половине IX века в союзе с огузами, печенегами и буртасами чёрные булгары неудачно воевали с Хазарией. Позднее упоминаются в договоре киевского князя Игоря Рюриковича с Византией (944), как народ, нападающий на греческий Херсон.

Если придут чёрные булгары и станут воевать в Корсунской стране, то приказываем князю русскому, чтобы не пускал их, иначе причинят ущерб и его стране.

Персидский географический трактат Худуд аль-алам (980-е) называет их «срединными болгарами» и помещает к северу от Азовского моря и на восток от Славян. Также о них в качестве серьёзной военной силы в восточноевропейском регионе упоминает византийский император Константин VII Багрянородный:

За Боспором находится устье Меотийского озера, которое за величину свою всеми называется морем. В это Меотийское море впадают многие большие реки. К северу от него [течёт] река Днепр, из которой Руссы проходят в Черную Болгарию, Хазарию и Сирак.

С конца X века чёрные булгары перестают упоминаться в источниках, что, вероятно, свидетельствует об их ассимиляции славянскими и тюркскими племенами.
Археологические памятники чёрных булгар и родственных им племён определяются как часть салтово-маяцкой культуры.